# حديقة حيوان الرياض
حديقة حيوان الرياض تعتبر حديقة حيوان الرياض من الوجهات السياحة في السعودية التي يتردد عليها الزوّار باستمرار، والتي تعرف محلياً باسم حديقة الملز،  بسبب وقوعها في حي الملز، الرياض، المملكة العربية السعودية. تم إنشاءها عام 1957 لتكون حديقة حيوانات خاصة للملك سعود والعائلة المالكة السعودية،  لكن في عام 1987 تم افتتاحها للجمهور، وهي اليوم تضم أكثر من 1500 حيوان من حوالي 196 نوعًا مختلفًا، بما في ذلك الأنواع المهددة بالانقراض. وتبلغ مساحة حديقة الحيوان 55 فدانًا، مما يجعلها أكبر وأقدم حدائق الحيوان في المملكة.

## تاريخ

الشعار السابق لحديقة الحيوانات بالرياض.

أُنشِئَت حديقة حيوان الرياض بأمر من الملك سعود بن عبد العزيز في عام 1957 لتكون بمثابة حديقة حيوانات برية خاصة به، والتي في الغالب كانت تلك الحيوانات هدايا للعائلة المالكة السعودية. ومعظم حيوانات الحديقة في السابق كانت موضوعة في أراضي قصر الناصرية (القصر الملكي في حي الناصرية) في الرياض، لم يكونوا حينها قادرين على التعامل مع الحشد المتزايد من الناس الذي تجمعوا لمشاهدة الحيوانات.
لكن فيما بعد أصبحت حديقة الحيوان التي في الملز تعرف بحديقة حيوان الرياض، وفي عام 1981 هُدِم هيكل حديقة حيوان الرياض بالكامل لبناء حديقة حيوانات عامة جديدة وبعد ست سنوات في عام 1987 تم افتتاحها. صممت حديقة الحيوان من قبل المستشارين المقيمين في لندن سفاري باركس إنترناشونال، وبعد التوقيع على اتفاقية التجارة الدولية في الأنواع المهددة بالانقراض وبحلول عام 1988 بدأت حديقة الحيوان في استقبال مختلف الحيوانات من دول مثل الولايات المتحدة وبيرو وأستراليا وسنغافورة وكينيا ومصر. في المقابل أرسلت حديقة حيوان الرياض في وقت لاحق قطتين رمل إلى حديقة حيوان سينسيناتي في أوهايو، الولايات المتحدة.

### تراجع وإعادة التأهيل 2008
في عام 2007، ذكرت صحيفة الرياض أن الحيوانات التي في الحديقة في حالة سيئة كما أن سوء الإدارة واضح من قبل المسؤولين الذي أدى بدوره إلى انخفاض حاد في عدد الزوار. تبعاً لذلك تم تقديم قضية حديقة حيوان الرياض إلى أمين مدينة الرياض آنذاك الأمير عبد العزيز بن عياف مقرن آل سعود، والذي أمر بإعادة تأهيل شاملة لحديقة الحيوان في عام 2008.
قبل ذلك في تاريخ 21 يونيو 2007 نشر سعودي في صحيفة الاقتصادية والذي طلب من أمانة منطقة الرياض مراجعة منع الزوار فوق سن 12 والسماح للعائلات بالدخول إلى حديقة الحيوان. لاحقاً قبلت الحكومة السعودية طلبه وأصدرت بعد ذلك توجيهات طُلب فيها من حديقة الحيوان السماح للعائلات بالدخول. بحلول عام 2009، نجحت السلطات في إحياء حديقة الحيوان وشهدت زيادة بنسبة 200 ٪ في عدد الزوار، وبعد ذلك بعامين أصبحت حديقة الحيوان واحدة من أفضل الوجهات السياحية التي تزورها العائلات والسياح.
وأعيد تأهيل حديقة حيوان الرياض مرة أخرى لتكون إحدى فعاليات موسم الرياض لعام 2022م وأطلق عليها منطقة «رياض زوو» وأصبحت بحلة جديدة وتشتمل على أكثر من 1300 حيوان من 190 فصيلة في 6 مناطق محمية، تتميز كل واحدة منها بطابع مختلف عن الأخرى. وتحتوي على العديد من الفعاليات والتجارب الاستثنائية، وتتيح المنطقة لزوارها مشاهدة الحيوانات عن قرب، والتقاط الصور التذكارية معها، بالإضافة إلى فعاليات تفاعلية أخرى كمشاهدة العروض الحية المتجولة التي ستجذب أنظار الزائرين، وتجربة إطعام الحيوانات.

### جمعية حدائق الحيوان والأحياء المائية العربية
في ديسمبر 2012، استضافت حديقة حيوانات العين في مدينة العين بدولة الإمارات العربية المتحدة اجتماعًا لإنشاء جمعية إقليمية لحدائق الحيوان في الدول العربية، تعرف الآن بـ (جمعية حدائق الحيوان والأحواض المائية العربية (AZAA)) بمساعدة كل من الاتحاد العالمي لحدائق الحيوان والأحواض المائية وجمعية حديقة حيوان جنوب آسيا للتعاون الإقليمي والجمعية الأفريقية لحدائق الحيوان والأحواض المائية والعديد من الوفود من الإمارات العربية المتحدة وقطر والمغرب والمملكة العربية السعودية والكويت والأردن والبحرين كدول أعضاء فيها، والتي كانت حديقة حيوان الرياض مشاركة فيها.

## معارض الحيوانات
تعرض حديقة حيوان الرياض حوالي 1500 من الحيوانات البرية من جميع أنحاء العالم مثل الفقمات والكنغر والنسور والضباع والأسود والقرود ووحيد القرن والغزلان والنمور والزواحف والفيلة والجمال. تعرض الحديقة أيضًا الأنواع المهددة بالانقراض في المملكة العربية السعودية، مثل طائر الحبارى  نمر الصحراء العربي، المها العربي، كما تشتهر الحديقة بركوب القطار الذي يقوم بجولة مدتها 20 دقيقة في حديقة الحيوان بأكملها.

## حادثة نمر البنغال الملكي لعام 2019
في تاريخ 21 ديسمبر 2019، ألقى زائر سوداني يبلغ من العمر 24 عامًا بنفسه في حظيرة نمور البنغال الملكية في الساعة 10:30 (التوقيت العربي القياسي) وتم الهجوم عليه من قبل إحدى النمور. ومع ذلك سارعت سلطات حديقة الحيوان إلى التصرف وتخدير النمر بإطلاق النار عليه. وتم نقل الزائر المصاب في وقت لاحق إلى مدينة الملك سعود الطبية من قبل هيئة الهلال الأحمر السعودي.